# Bielikowo
Bielikowo (niem. Behlkow) – wieś sołecka położona w województwie zachodniopomorskim, w powiecie gryfickim, w gminie Brojce.
Według danych z 2 września 2013 r. wieś miała 252 mieszkańców.

## Położenie
Wieś położona jest ok. 5 km na północny zachód od Brojc i ok. 10 km na południe od Trzebiatowa. Przez wieś przepływa rzeka Mołstowa, prawy dopływ Regi.

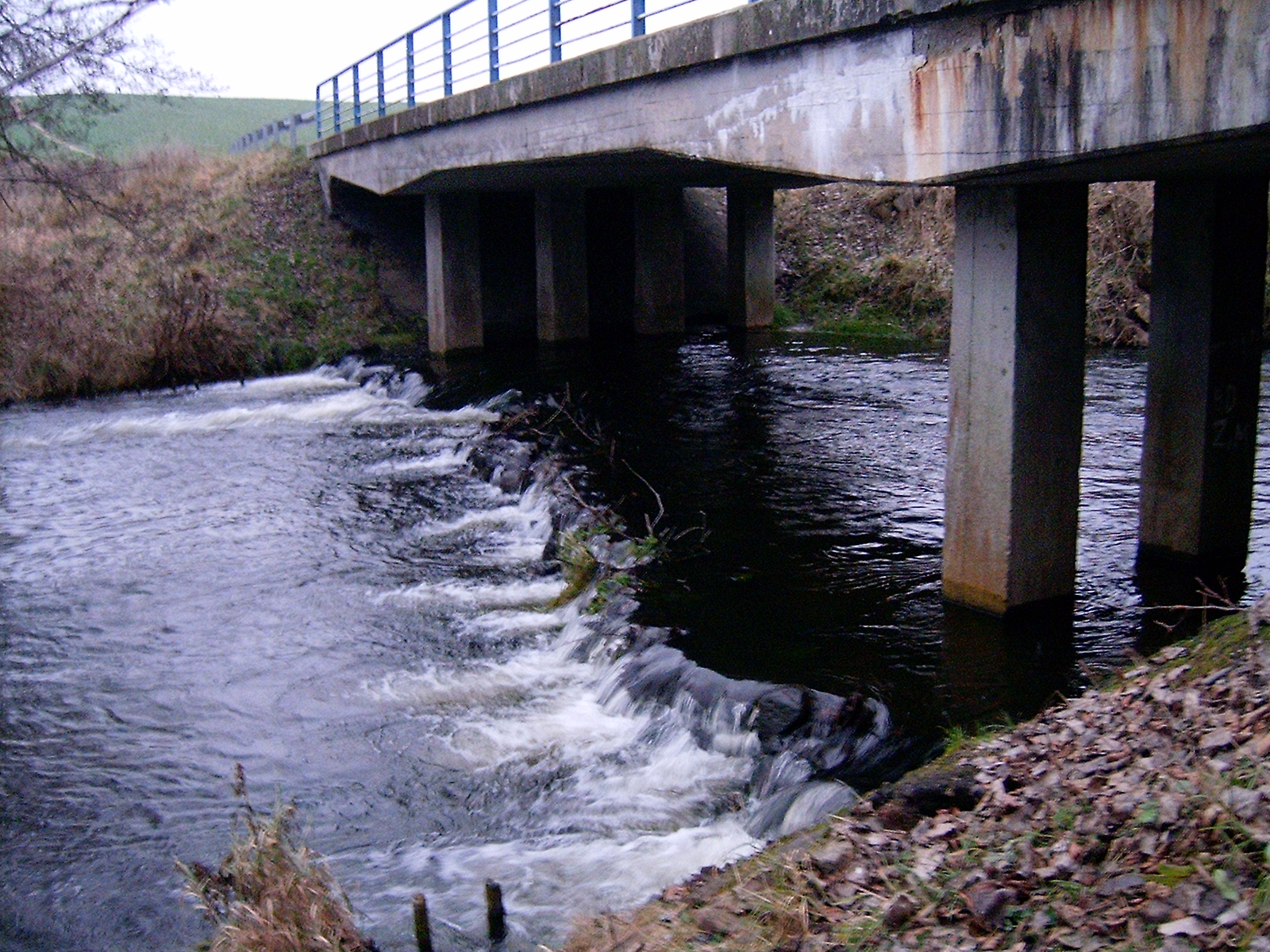
Mołstowa przepływająca między Żukowem a Bielikowem

## Historia
Pierwsze wzmianki o Belkowe pochodzą z 1224 r., gdy księżna pomorska Anastazja, powołując do życia klasztor norbertanek w Białobokach koło Trzebiatowa przekazała im we władanie m.in. dzisiejsze Bielikowo. Klasztor w Białobokach władał Bielikowem aż do okresu reformacji i likwidacji klasztoru. W XVI w. we wsi znajdował się młynarz. W 1910 r. wieś liczyła 443 mieszkańców. Bielikowo, należące do powiatu gryfickiego, było siedzibą parafii ewangelickiej (w jej skład wchodziło również Mołstowo, Żukowo, Gąbin i Lewice) oraz w skład okręgu (Amt) Mołstowo.
Od 1945 r. w granicach Polski. W latach 1946–1998 miejscowość administracyjnie należała do województwa szczecińskiego. W latach 1954–1956 wieś należała i była siedzibą władz gromady Bielikowo, gromadę zniesiono w związku ze zmianą siedziby, po zniesieniu w gromadzie Gąbin.

## Zabytki
- Kościół filialny pw. Chrystusa Króla z XV wieku, przebudowany pod koniec XIX wieku[8] w stylu neogotyckim (mury korpusu nawowego i wieża, dobudowana od północy zakrystia). W latach 1968 r. piorun zniszczył zwieńczenie wieży, która została odbudowana. Na emporze zachodniej znajdują się neogotyckie organy (nr 292).

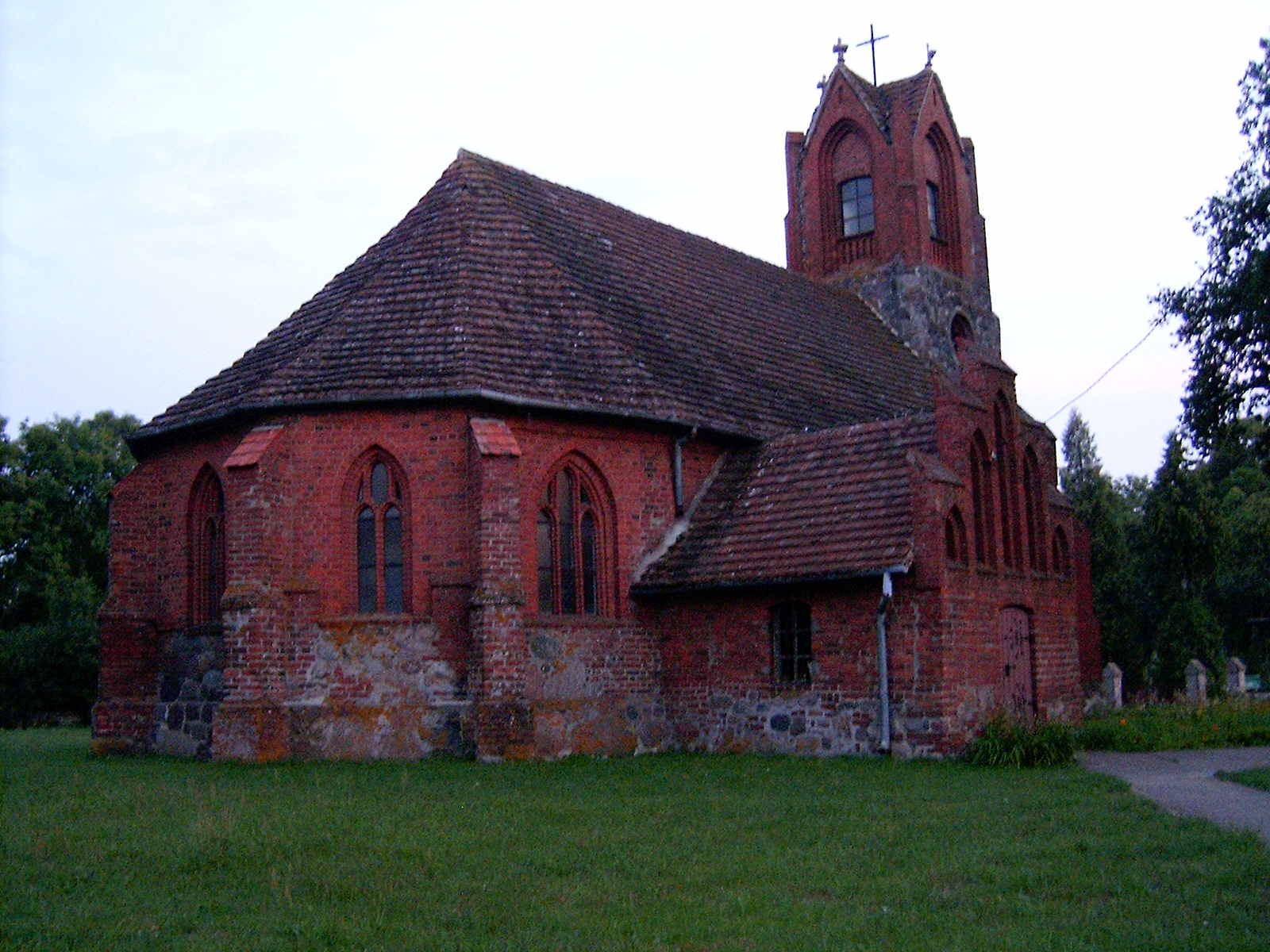
Kościół Chrystusa Króla (widok od północnego wschodu)

## Wspólnoty religijne
Bielikowo wchodzi w skład parafii rzymskokatolickiej pw. NSPJ w Brojcach, zaś bielikowski kościół jest filią kościoła parafialnego w Brojcach.

## Transport
Przez Bielikowo przebiegają linie autobusowe do Gryfic, Trzebiatowa i Brojc.
Ok. 3,5 km na północ od Bielikowa znajduje się przystanek kolejowy w Gąbinie.